# Die Sehnsucht der Veronika Voss
Die Sehnsucht der Veronika Voss ist der dritte Spielfilm der BRD-Trilogie aus dem Jahr 1982 von Rainer Werner Fassbinder. Die Rolle der Veronika Voss wird von Rosel Zech gespielt. Die männliche Hauptrolle des Sportreporters Robert Krohn verkörpert Hilmar Thate.
Der Film ist nach Die Ehe der Maria Braun und Lola  der letzte Teil der Trilogie.
Rainer Werner Fassbinder spricht in diesem Film ein in seinem Werk oft behandeltes Thema an, das Verhältnis von Dominanz und Dominierten, das hier von Veronika und ihrer Ärztin, aber auch zwischen Robert und ihr selbst verkörpert wird. Der Film erzählt zwar nicht dokumentarisch, doch stark an tatsächliche Begebenheiten angelehnt die letzten Lebensjahre der deutschen UFA-Schauspielerin Sybille Schmitz (1909–1955). Sie gehörte zu Fassbinders Lieblingsschauspielerinnen. Er schreibt in seinem Exposé, der Film sei „der Versuch eines ‚deutschen‘ Kriminalfilms ohne das übliche Schielen nach amerikanischen oder auch französischen Werken dieses Genres“.

## Handlung
In einer regnerischen Nacht in München Mitte der 1950er Jahre trifft der Sportreporter Robert Krohn auf die ehemals erfolgreiche UFA-Schauspielerin Veronika Voss. Diese will ihn bald wiedersehen. Auch Krohn interessiert sich nicht nur beruflich für die ungewöhnliche Frau, doch muss er bald feststellen, dass es in deren Leben offenbar einige hochproblematische Verwicklungen gibt. Veronika Voss ist gefangen in ihrer Traumwelt als erfolgreiche UFA-Schauspielerin, die sie nicht mehr ist, und abhängig von einer Ärztin, die es auf ihr Vermögen abgesehen hat und sie daher mit Morphium versorgt. Erst nach und nach deckt Krohn die Lebenssituation der Veronika Voss auf. Gewillt, die Ärztin zu überführen, schickt er seine Lebensgefährtin Henriette zur Ärztin, doch ihre Tarnung wird erkannt, und sie wird durch einen fingierten Autounfall getötet. Auch Veronika Voss wird schließlich sterben: Ohne Morphium eingesperrt in ein Zimmer, mit einer Schublade voller Schlaftabletten, nimmt sie sich das Leben.

## Musik
In einigen Szenen erklingt leise im Hintergrund der Country-Song Sixteen Tons, einmal von Günther Kaufmann gesungen und ein andermal aus einem Radio tönend. Mehrere andere US-amerikanische Country-Songs tauchen ebenfalls im Soundtrack des Films auf, darunter Sanford Clarks Version von Lee Hazlewoods Run Boy Run, Johnny Hortons The Battle of New Orleans, Tennessee Ernie Ford und Tommy Collins’ High on a Hilltop, interpretiert von den Berlin Ramblers. In einer Szene singt Rosel Zech in einem Salon mit Piano-Begleitung den Pop-Song Memories Are Made of This in einer Version von Dean Martin und im Stil von Marlene Dietrich.

## Trivia
Die Premiere des Films war am 18. Februar 1982 bei den Internationalen Filmfestspielen Berlin, im deutschen Fernsehen war der Film erstmals am 16. Januar 1985 um 20:15 Uhr in der ARD zu sehen.

## Auszeichnungen
- Goldener Bär auf der Berlinale 1982

Vor allem die darstellerische Leistung von Rosel Zech brachte dem Film äußerst gute Kritiken ein und machte die Schauspielerin über Nacht zu einem Star.

## Kritiken
„Vorletzter Film Fassbinders, der ein illusionsloses Bild der Bundesrepublik zeichnet, wobei der Einsatz melodramatischer Stilmittel etwas gekünstelt wirkt“